# Twyford, Berkshire
Twyford är en ort och civil parish i Storbritannien.   Den ligger i kommunen Wokingham i riksdelen England, i den södra delen av landet, 50 km väster om huvudstaden London. Twyford ligger 51 meter över havet och antalet invånare är 7 192.
Terrängen runt Twyford är platt. Runt Twyford är det tätbefolkat, med 849 invånare per kvadratkilometer. Närmaste större samhälle är Reading, 7,9 km väster om Twyford. Trakten runt Twyford består till största delen av jordbruksmark.